# Энн (замок)
Энн (нем. Schloss Enn, итал. Castel d'Enna) — средневековый замок недалеко от города Больцано, в коммуне Монтанья, в провинции Южный Тироль, в регионе Трентино-Альто-Адидже, Италия. По своему типу относится к замкам на вершине.

## История

### Ранняя история

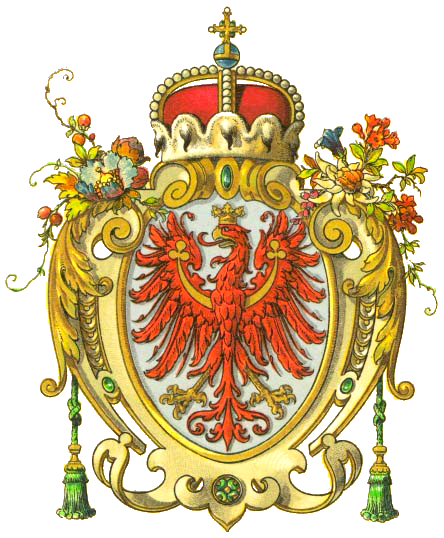
Герб графов Тироля

Сведения о раннем периоде замка очень скудны. Вероятно, каменные укрепления на высоком скалистом холме в этом месте, вероятно, появились в XIII веке. Эта датировка основана на анализе каменной кладки, поскольку точный период строительства не может быть подтверждён с помощью документов. В источниках XII века есть косвенные упоминания о замках в данном регионе. Но большинство исследователей считает, что речь идёт скорее о крепостях Кальдифф или Кастельфедером.
Замок позволял контролировать старинный торговый путь через Альпы на юг в Италию. Основателями крепости считается немецкий дворянский род фон Энн. В ту эпоху Северную Италию контролировали короли Германии.
В конце XIII века лордам Энна пришлось передать замок и право вершить суд в окружающей местности графам Тироля. Правители графства взяли Энн под прямое управление. Сюда были назначены кастелян и судья. В частности в период с 1299 по 1334 год эти обязанности исполнял некто Готшальк фон Боцен. В 1321 году с согласия графа он создал в долине Антериво десять новых ферм, которые стали частью владений, принадлежащих замку Энн.

### Эпоха Ренессанса
После XIV века Энн многократно переходил из рук в руки. Но несмотря на частые войны, происходившие в Северной Италии в эпоху всевластия кондотьеров, укрепления замка практически не пострадали.

### XVII–XVIII века
К началу XVII века крепость утратила прежнее значение. Средств на её содержание у правителей Тироля не имелось. В 1648 году Энн был отдан в аренду богатому венецианцу Пьетро Дзенобио. Одновременно этот человек получил в управление замки Хадербург, Кальдифф, Кёнигсберг и коммуну Салорно. Среди представителей тирольской знати возникло сильное недовольство.
Многие считали неприемлемым предоставление феодальных владений чужаку из семьи, которую воспринимали как старинного врага. Однако правитель Тироля взял у Венецианской республики крупный кредит и, несмотря на недовольство подданных, желал расплатиться не деньгами, а землями в своих владениях. В итоге Энн так и остался в собственности венецианцев.

### XIX век

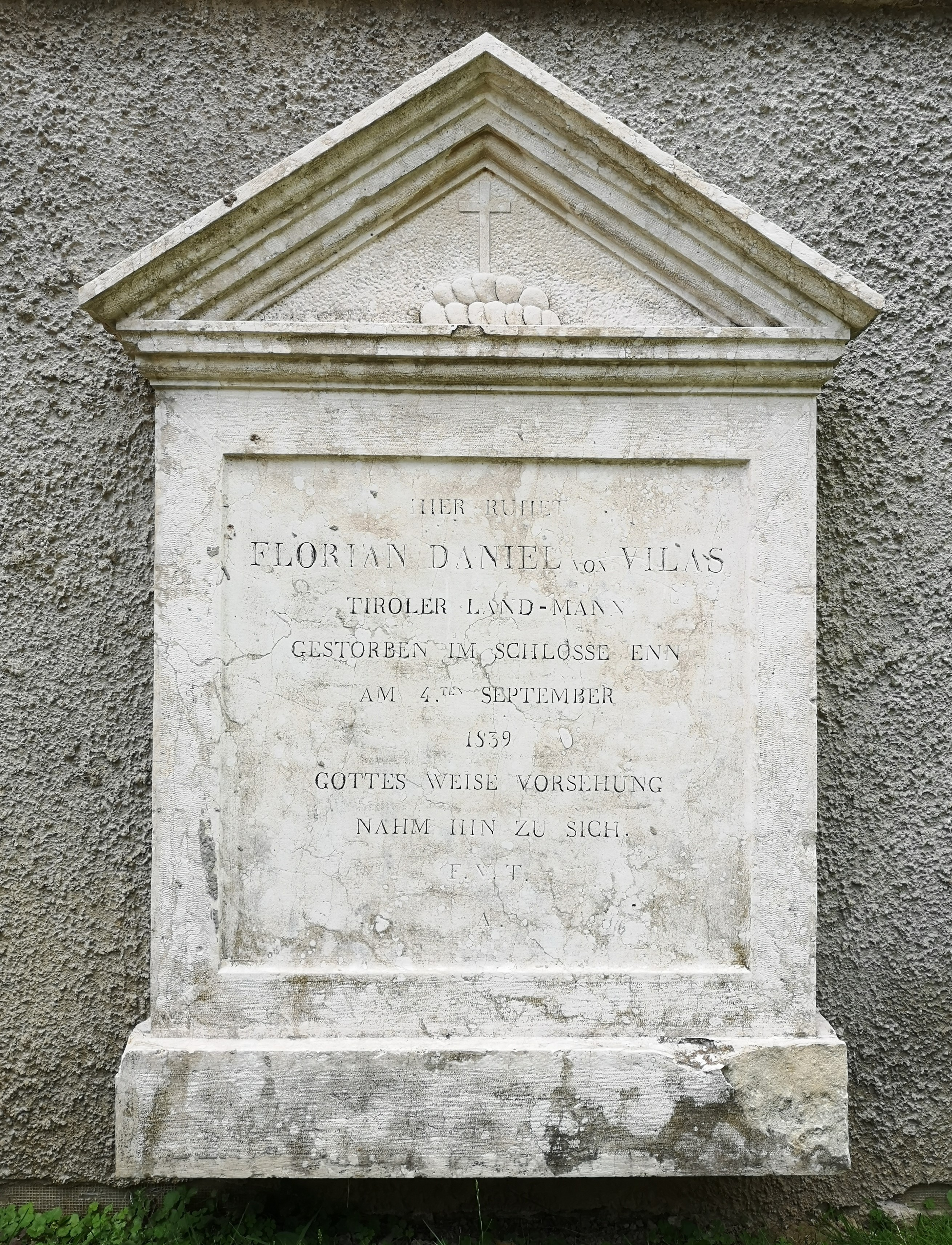
Эпитафия в память о Флориане Даниэле фон Виласа, скончавшегося в замке Энн в 1839 году

Поместье Энн в XIX веке перешло к патрицианской семье Альбрицци. Представитель этого рода Рубин де Сервин Альбрицци в 1880-е годы вложил значительные средства в реставрацию и реконструкцию замка. Проект комплекса в неоготическом стиле подготовил архитектор Отто Шмид.

### XX век
Несмотря на происходившие в Италии в течение XX века радикальные перемены замок так и остался в собственности семьи Альбрицци. Причём он практически не пострадал ни в годы Первой, ни в годы Второй мировой войны.

## Современное использование
Комплекс остаётся частной жилой резиденцией семьи Альбрицци. Он закрыт для свободного посещения туристами.
В замке Энн находится значительное количество архивных документов, связанных с историей региона. Самые старые бумаги относятся к XV веку. Правда, некоторые документы в настоящее время переданы в семейные архивы рода Зенобио-Альбрицци в Венеции.
Раз в год местный музыкальный ансамбль «Монтанья» проводит единственный концерт в стенах замка Энн. Сюда по специальным приглашениям приезжает большое количество гостей. Это мероприятие считается очень престижным. Часть билетов продаётся на специальных аукционах и это единственная возможность посетить замок для тех, кто не имеет возможности получить приглашение.

## Описание
Замок расположен на скалистой вершине. Комплекс имеет форму неправильного четырёхугольника. Единственный вход в Энн расположен с восточной стороны. Ранее перед ним находился подъёмный мост. Рядом с главными воротами построена высокая прямоугольная башня (бергфрид). Внутри стены и здания образуют небольшой открытый двор. Снаружи замок украшают башенки бартизана. Часть стен венчают зубцы в стиле «ласточкин хвост».

## Галерея

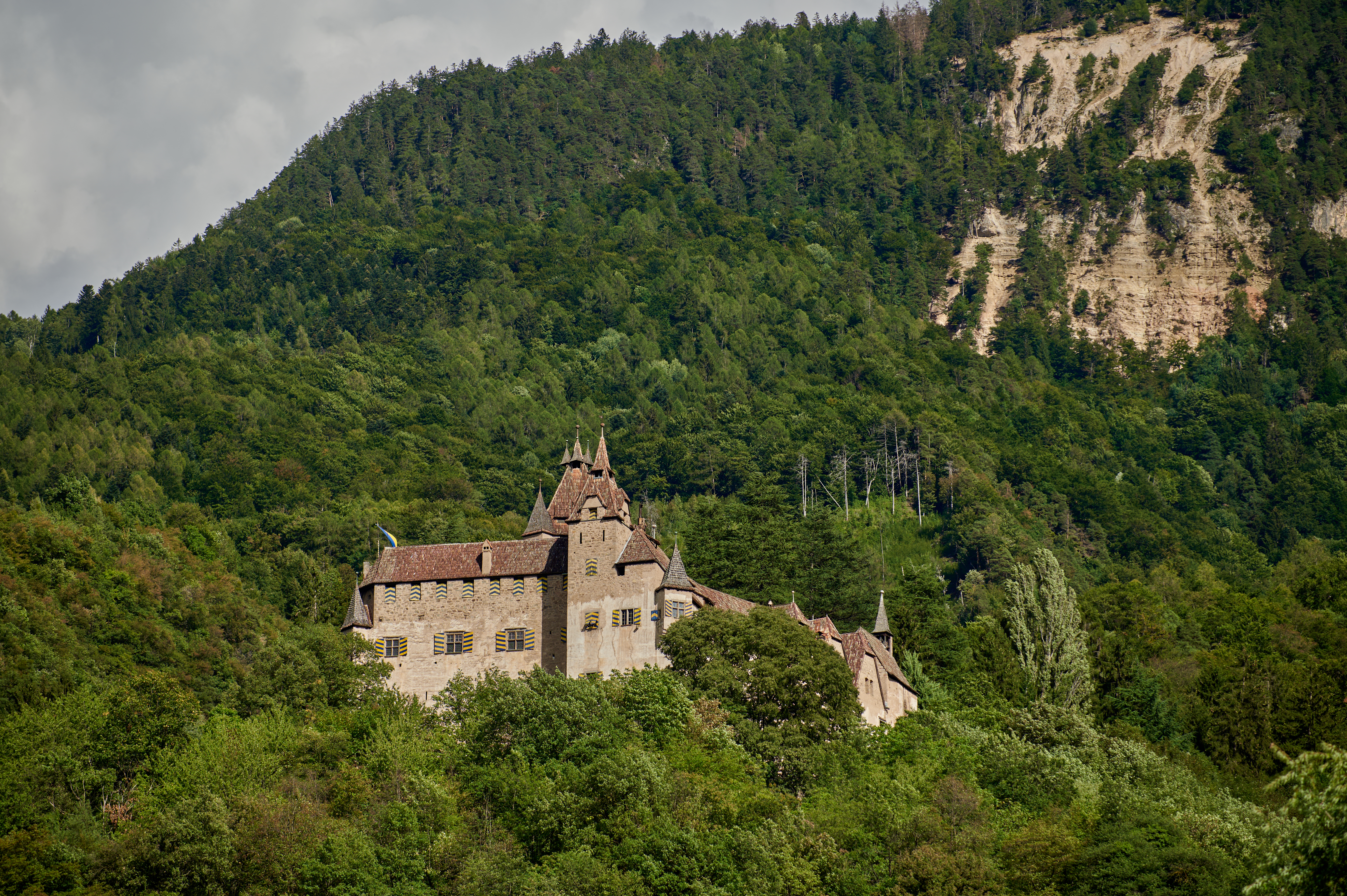
Вид замка на фоне горы
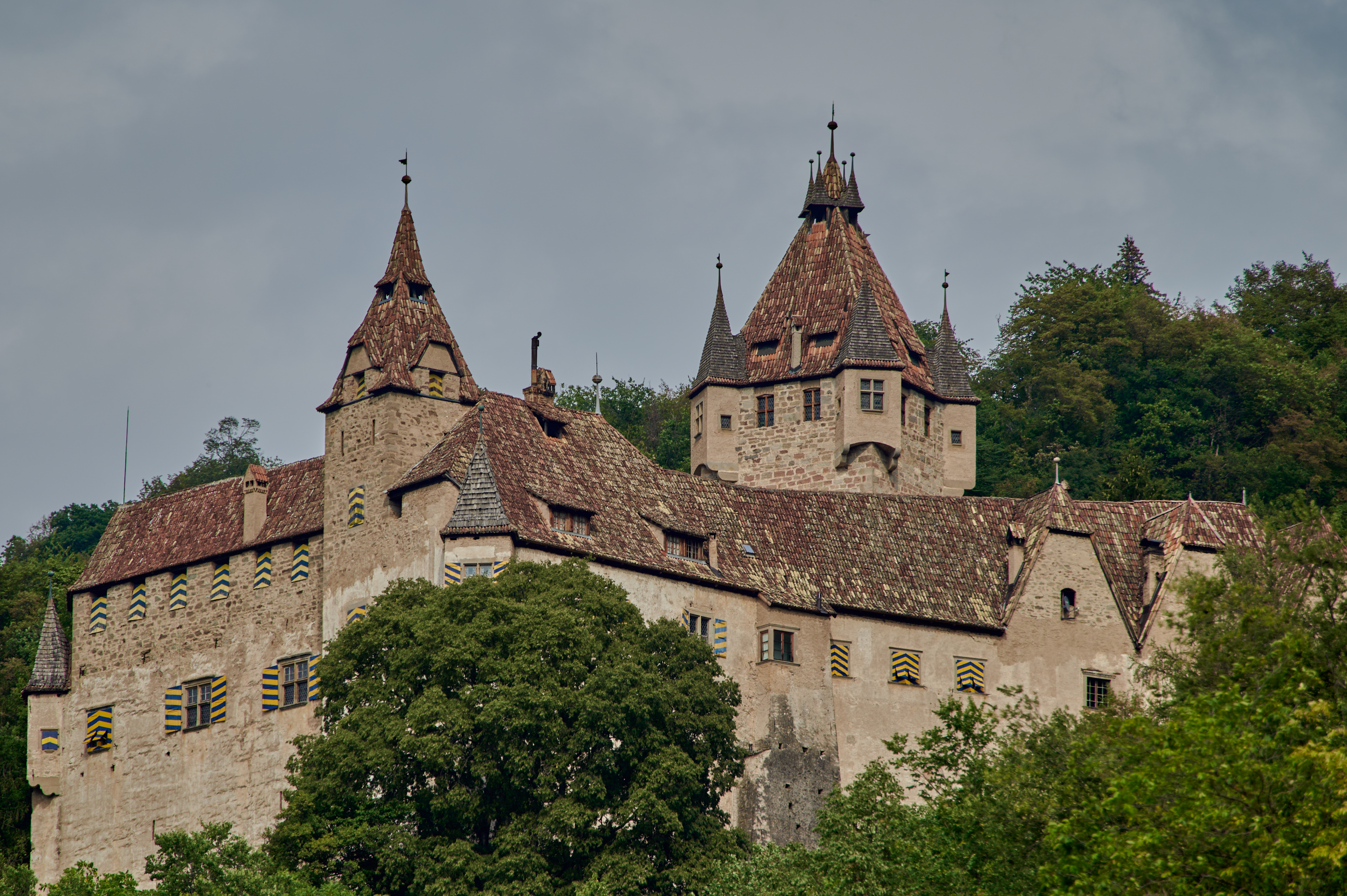
Вид замка с юго-восточной стороны
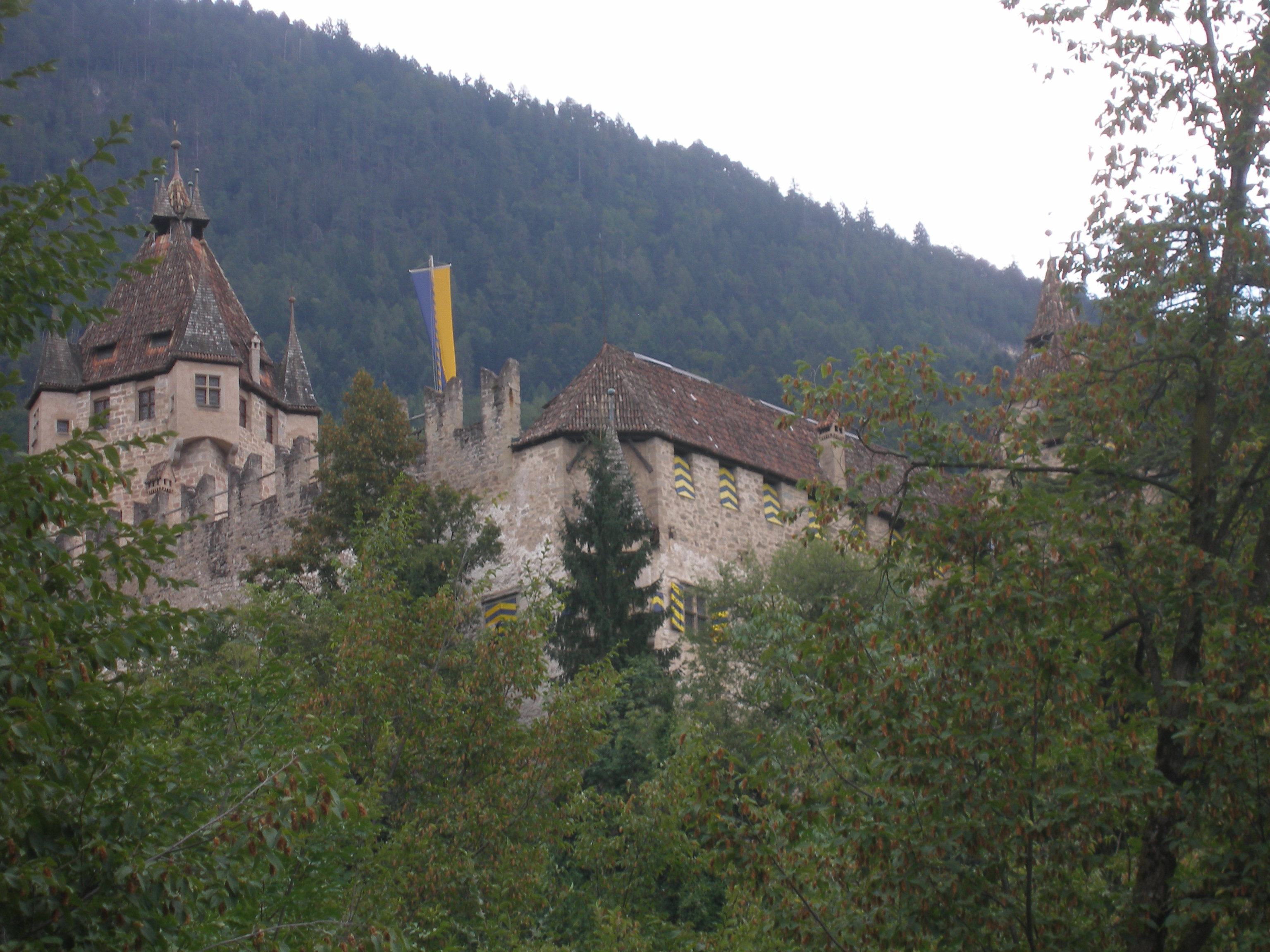
Вид замка с северо-восточной стороны
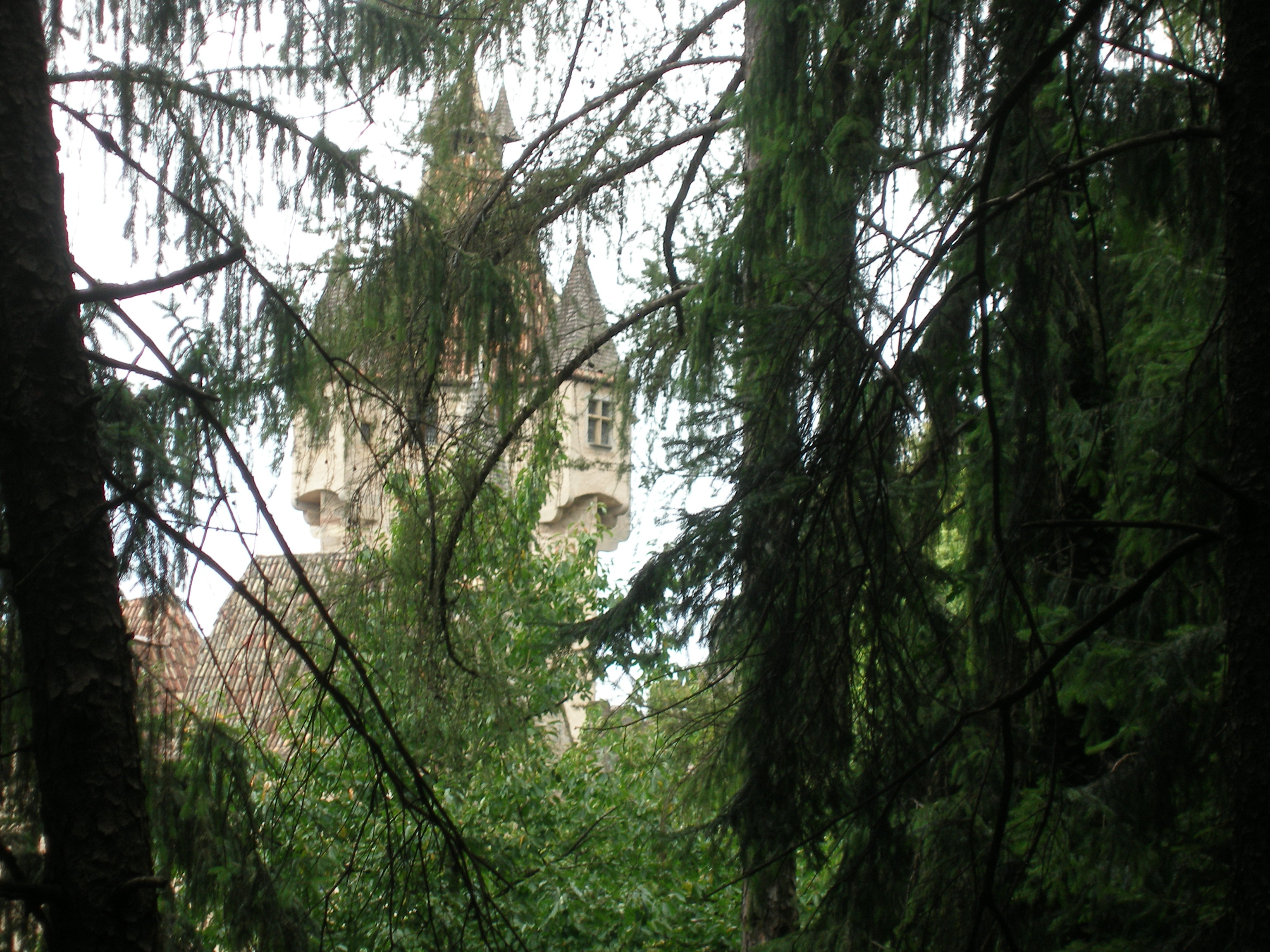
Бергфрид замка со стороны леса
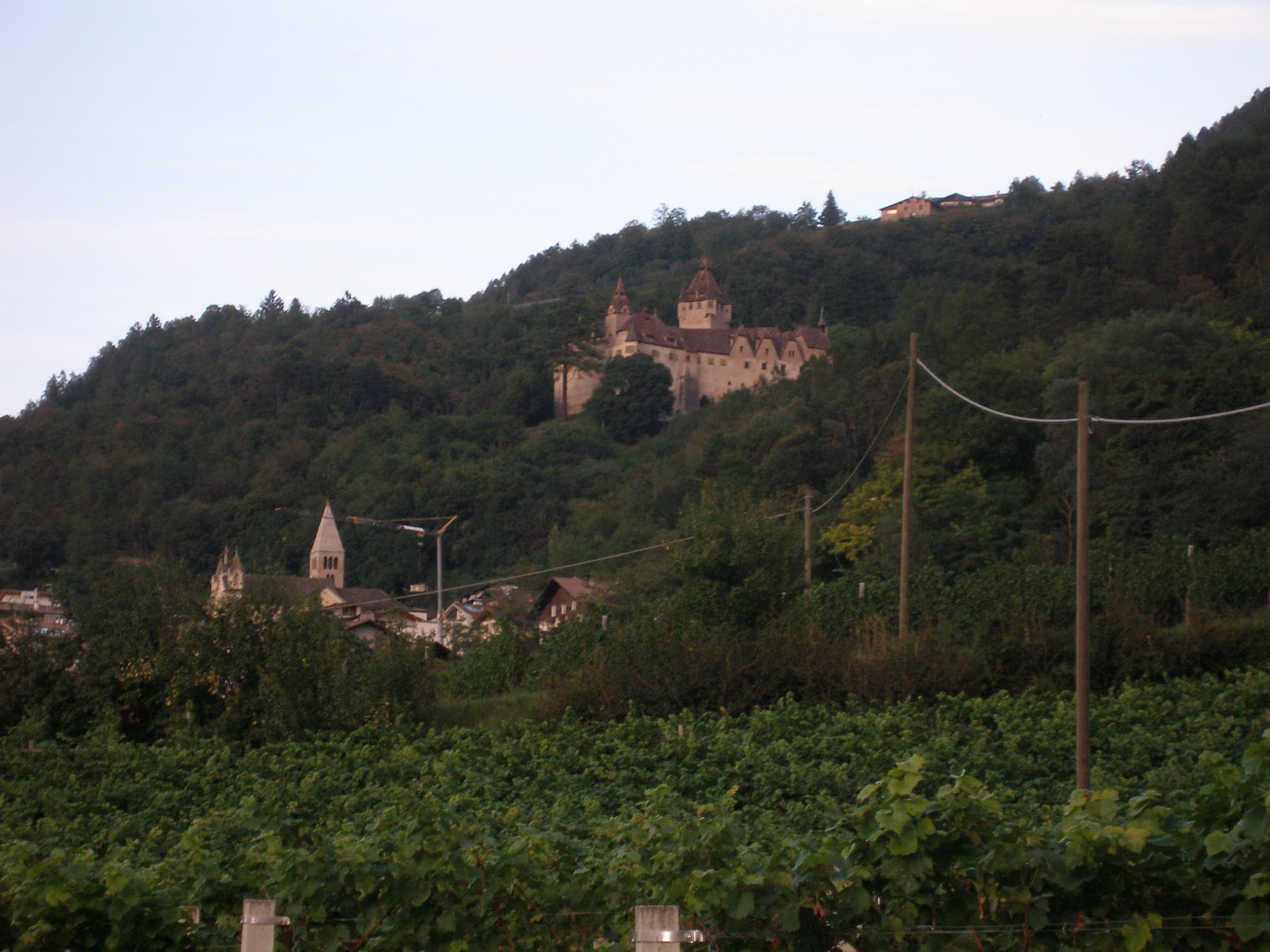
Вид замка со стороны деревни